# Wang Wenbin
Wang Wenbin (chinois : 汪文斌 ; pinyin : Wāng Wénbīn ; né en avril 1971) est un homme politique et diplomate chinois. Il est actuellement ambassadeur de Chine au Cambodge. Ancien porte-parole du ministère des Affaires étrangères (MAE), directeur adjoint du Département de l'information du ministère des Affaires étrangères, il est actuellement membre du Parti communiste chinois (PCC). Il est le 32e porte-parole depuis la création de ce poste au sein du ministère en 1983. Il a été ambassadeur de Chine en Tunisie de 2018 à 2020 et a travaillé dans les ambassades chinoises à l'île Maurice et au Sénégal.
Wang est connu comme un diplomate guerrier pour sa défense du gouvernement chinois et son opposition aux critiques à son égard. En tant que porte-parole du ministère chinois des Affaires étrangères, il a rejeté l'affirmation des États-Unis selon laquelle le détroit de Taiwan était une eau internationale et était connu pour ses déclarations controversées sur le conflit en mer de Chine méridionale,.

## Biographie
Wang est né à Anhui, en Chine, en avril 1971. Il a fréquenté le lycée Jinling de Nanjing. En 1989, il est entré à l'Université des Affaires étrangères de Chine, où il s'est spécialisé en français. Après l'obtention de son diplôme, il a été affecté au ministère des Affaires étrangères. Il a occupé divers postes diplomatiques, notamment ceux de directeur adjoint et de directeur du Bureau de recherche politique, de conseiller politique à l'ambassade de Chine à Maurice, de conseiller au Département de la planification politique et de directeur adjoint du Département de la planification politique. Il a été désigné par le 13e Comité permanent de l'Assemblée nationale populaire en mai 2018 pour remplacer Bian Yanhua au poste d'ambassadeur en Tunisie. Le 17 juillet 2020, il a été nommé porte-parole du ministère des Affaires étrangères, succédant à Geng Shuang.
Le 24 mai 2024, lors de sa conférence de presse au ministère des Affaires étrangères, il a conclu la séance par ses adieux. Le 4 juin 2024, Wang a été nommé ambassadeur de Chine au Cambodge, comme confirmé par l'Agence chinoise de coopération internationale au développement. Il a été nommé ambassadeur le 5 juillet.

## Déclarations diplomatique
En février 2021, Wang a qualifié le génocide ouïghour de « mensonge du siècle ». En septembre 2022, il a qualifié le rapport de l'ONU sur le génocide de « totalement illégal », affirmant qu'il s'agissait d'un « patchwork de désinformation » de la part des États-Unis et des forces occidentales pour « contenir la Chine »,.
Après l'adoption d'une résolution visant à disqualifier les législateurs favorables à l'indépendance de Hong Kong, quatre législateurs ont été démis de leurs fonctions en novembre 2020. Wang a déclaré que leur disqualification était « rationnelle, raisonnable et conforme à la Constitution et aux lois ». En décembre 2022, il a déclaré que Pékin soutenait la « défense résolue de la dignité de l'hymne national », faisant référence au classement élevé de « Gloire à Hong Kong » sur Google lors de la recherche de l'hymne national de Hong Kong.
En février 2023, en réponse à l'incident du ballon chinois de 2023, Wang a déclaré : « Depuis l'année dernière seulement, des ballons américains ont survolé illégalement la Chine plus de dix fois sans l'approbation des autorités chinoises. »
À la suite d'une déclaration du secrétaire d'État américain Anthony Blinken en 2024, pendant la guerre de Gaza, qui assimilait les souffrances des musulmans du Xinjiang à celles des musulmans de Gaza, Wang a déclaré, au nom du ministère des Affaires étrangères : « Il n'y a pas de conflit au Xinjiang, mais le conflit se déroule dans la bande de Gaza. Les musulmans du Xinjiang ne souffrent pas de la faim, des expulsions et des meurtres, mais les millions de musulmans de la bande de Gaza souffrent de la faim, des expulsions et des meurtres. Les États-Unis devraient cesser de pratiquer le deux poids, deux mesures en matière de droits humains, cesser leurs manœuvres politiques sur les questions humanitaires à Gaza et cesser de faire exclusivement obstruction aux efforts du Conseil de sécurité de l'ONU pour promouvoir un cessez-le-feu et mettre fin à la guerre à Gaza. Les États-Unis ne devraient pas se contenter de déclarations hypocrites et creuses pendant le Ramadan, mais prendre des mesures concrètes pour sauver la vie des musulmans. à Gaza. »

### Conflit en mer de Chine méridionale
En mars 2024, Wang Wenbin a demandé au gouvernement sud-coréen de ne pas interférer dans le conflit en mer de Chine méridionale, à la suite des inquiétudes de la Corée du Sud concernant la collision de navires garde-côtes chinois et philippins sur le banc Second Thomas. Le même mois, les Philippines ont expulsé des diplomates chinois à la suite de la fuite présumée d'un appel téléphonique avec un amiral philippin au sujet de la mer de Chine méridionale. En réponse, Wang a ensuite publié une déclaration officielle qualifiant ces actions de « provocations » concernant le conflit.
Le 1er avril 2024, il a déclaré que la politique des Philippines en mer de Chine méridionale n'affecterait pas leurs droits maritimes ni la souveraineté de la Chine. Cette déclaration a été faite après que le président philippin Bongbong Marcos a ordonné à son gouvernement de renforcer la sécurité maritime du pays.

## Vie privée
Wang est marié et père d'une fille.
Grâce à sa personnalité de diplomate, il a acquis une immense popularité sur les réseaux sociaux chinois et plusieurs forums l'ont surnommé « Oncle Wang ».